# 三上隆
三上 隆（みかみ たかし、1949年1月30日 - ）は、日本の土木工学者。北海道大学名誉教授、旭川市立大学学長。元国立大学法人北海道大学理事・副学長。日韓トンネル建設プロジェクトにおいて講師や説明役を務めた。

## 人物・経歴
北海道礼文町に生まれ、札幌市で育つ。1972年、北海道大学工学部土木工学科卒業。1974年、北海道大学大学院工学研究科土木工学専攻修士課程修了。同年、北海道大学工学部土木工学科助手に採用される。1987年北海道大学工学博士。
1990年北海道大学工学部土木工学科助教授。1994年北海道大学工学部土木工学科教授。1997年北海道大学大学院工学研究科教授。2004年北海道大学評議員、北海道大学大学院工学研究科副研究科長。2006年北海道大学評議員、北海道大学工学部長・大学院工学研究科長。
2011年、国立大学法人北海道大学理事・副学長に就任。2013年財務省北海道財務局国有財産北海道地方審議会会長代理。2016年北海道大学ほっかいどう同窓会会長。2017年北海道大学名誉教授、北海道産学官研究フォーラム理事長。
2021年11月、旭川市は、公立大学法人旭川市立大学の理事長予定者を元旭川市副市長で前株式会社旭川振興公社代表取締役社長の髙瀬善朗に、旭川市立大学の学長予定者を三上に決定。
2022年9月9日、学校法人旭川大学から移管される旭川市立大学の設立を北海道知事が正式に認可。
同年10月25日、北海道議会議員の真下紀子らは旭川市内で記者会見を開き、三上と世界平和統一家庭連合（旧統一教会）の長年にわたる関係を明らかにした（後述）。三上は「教団の広告塔になった認識はない」などと釈明した。
旭川市は市議会本会議で追及を受けるも、三上に関する人事に特段の問題はないと判断。2023年4月1日、旭川市立大学の開学とともに三上は同大学の学長に就任した。

## 統一教会との関係
- 2014年、統一教会（現・世界平和統一家庭連合）の各関連団体が推し進めている日韓トンネル建設に関するセミナーが北海道内で開催。100人以上が集まった同セミナーに三上は講師として出席した[1]。
- 2015年、上記のセミナーが道内で開催され、三上は再び講師として出席した[1]。
- 2017年7月、統一教会の関連団体「日韓トンネル推進北海道民会議」が設立。三上は設立時から所属し、会費も自費で支払った[1]。なお、同団体の結成大会は10月29日に行われ、議長には北海道大学名誉教授の谷口博が就任した[16]。
- 2018年8月29日から30日にかけて、北海道議会議員の東国幹は「日韓トンネル推進北海道民会議」の視察で、福岡県、佐賀県、長崎県対馬市などを訪問。三上もこの視察に随行し、説明役を務めた[2][3][17]。教団関連団体の「国際ハイウェイ財団」の活動報告で三上の名が記載された[1]。
- 2019年8月20日から23日にかけて、東は「日韓トンネル推進北海道民会議」の視察で、福岡県福岡市と佐賀県唐津市を訪問。前年の視察に続いて三上も同行し、説明役を務めた[2][3][17]。
- 2022年7月8日に安倍晋三銃撃事件が発生。7月11日午後から日本でも、教団と政治家との繋がりが大手メディアで取り沙汰されるようになる[18][19]。同年8月、三上は日韓トンネル推進北海道民会議にメールで退会届を提出した[1]。
- 2022年10月25日、北海道議会議員の真下紀子らは旭川市内で記者会見を開き、統一教会との関係をめぐり、2023年4月1日開学予定の旭川市立大学の学長に就任する予定の三上と、大学を運営する旭川市に説明責任を果たすよう求めた[13]。また、真下は会見で「統一教会が学術分野にまで浸透していることの恐ろしさが明らかになったと思う」と述べた。三上は自身が信者であることは否定している[1]。